# Wilde reseda
De wilde reseda (Reseda lutea) is een 20 tot 80 centimeter hoge plant uit de resedafamilie (Resedaceae). De soort komt in België en Nederland vrij algemeen voor op open, vestoorde grond als bermen, duinen en graslanden, maar vooral langs spoorlijnen.

## Kenmerken
De bleekgroene bladeren zijn diep ingesneden met drie gelobde segmenten. De plant is aan de voet vrij slordig vertakt.
De bloemen groeien in dichte, kegelvormige trossen van 5 tot 20 centimeter. De zes bleekgele kelkbladen zijn 2 millimeter lang. De zes geelgroene kroonbladen zijn gedeeld en zijn 3 tot 4 millimeter lang; de doorsnede van de bloem bedraagt 6 millimeter. Bloemen hebben 12 tot 20 meeldraden. De bloeitijd loopt van mei tot september.
Wilde reseda's hebben rolronde doosvruchten die gevuld zijn met glanzende zwarte zaden. Opmerkelijk is de opening van de vrucht aan de bovenkant, deze is zelfs open voordat de vrucht rijp is.

## Voorkomen
De plant kan op open, meestal kalkrijke gronden gevonden worden. De plant is afkomstig uit Zuid-Europa, waar hij algemeen voorkomt. In West- en Noord-Europa is de plant verwilderd, deze verwildering is zodanig dat hij in bijvoorbeeld alle Duitse deelstaten voorkomt.

## Ecologischeaspecten
Solitaire bijen die deze plant bezoeken zijn de kleine wolbij en de resedamaskerbij. Ook is de plant waardplant voor het resedawitje.

## Galerij

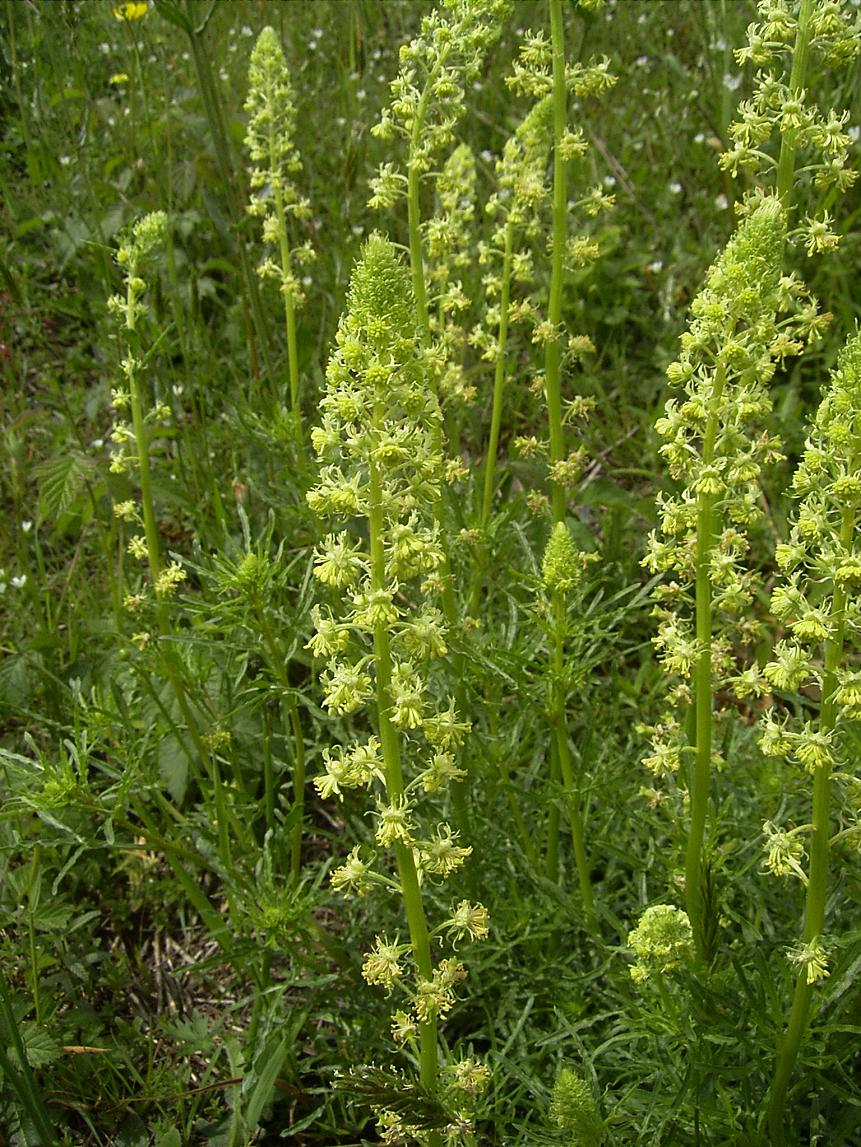
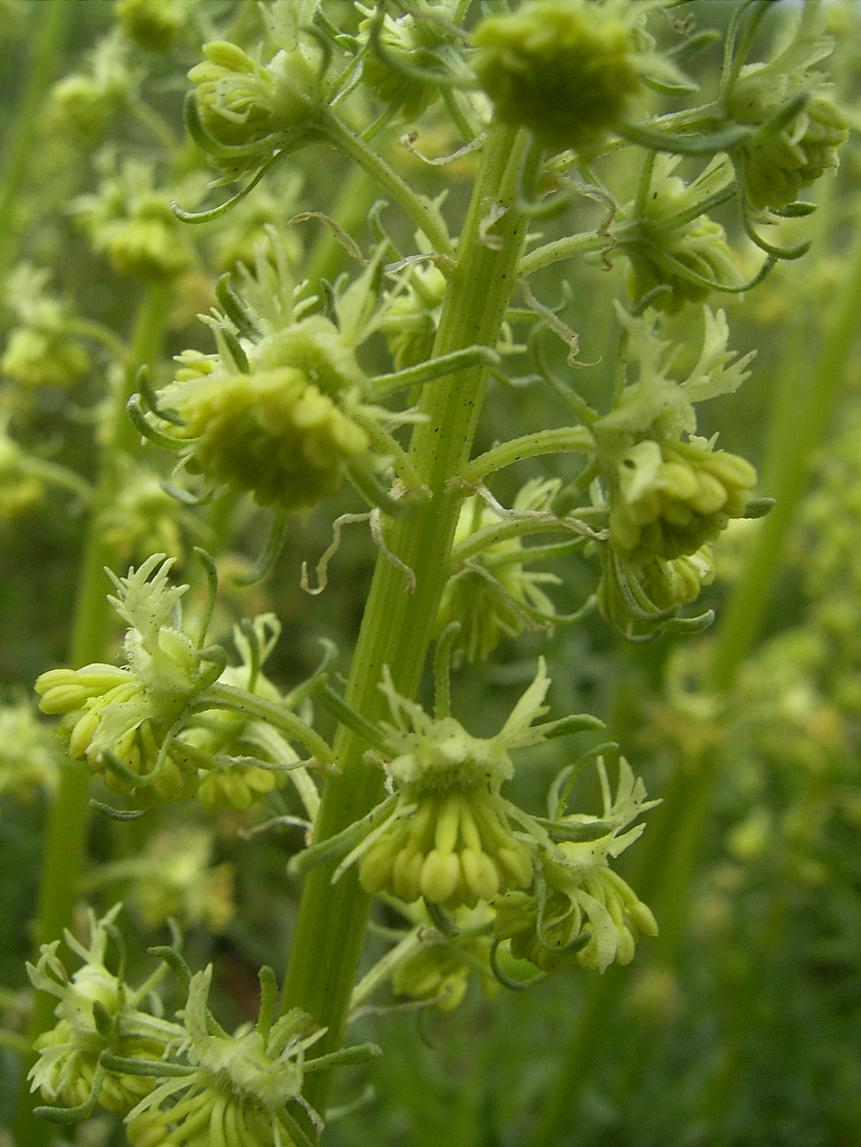
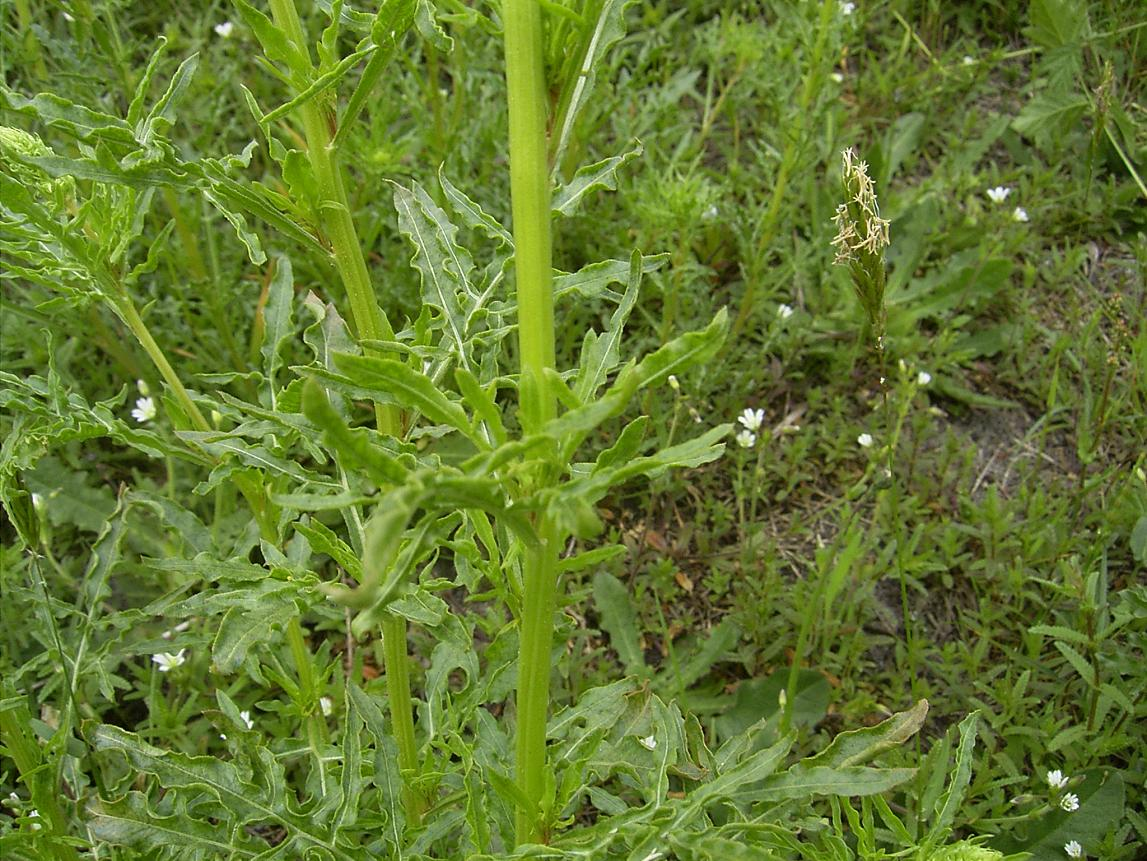